# 矢嶋泉
矢嶋 泉（やじま いづみ、1950年 - ）は、日本上代文学研究者。神奈川県生まれ。本姓・矢島。学位は、文学博士（東京大学・2011年）（学位論文『古事記の文字世界』）。青山学院大学名誉教授（2019年）。

## 学歴
- 1969年 東京都立立川高等学校卒業
- 1975年 東京学芸大学教育学部卒業
- 1979年 東京大学大学院人文科学研究科国語国文学専門課程博士課程中退

## 職歴
- 1979年 高知大学人文学部専任講師
- 1982年 聖心女子大学文学部専任講師
- 1985年 同大学助教授
- 1987年 青山学院大学文学部助教授
- 1995年 同大学教授
- 2019年 同大学退官

## 著書
- 古事記の歴史意識 吉川弘文館 2008.9 (歴史文化ライブラリー)
- 古事記の文字世界 吉川弘文館 2011.3

## 共著
- 歌経標式 注釈と研究 沖森卓也,佐藤信,平沢竜介共著 桜楓社 1993.5
- 藤氏家伝 鎌足・貞慧・武智麻呂伝 注釈と研究 沖森卓也,佐藤信共著 吉川弘文館 1999.5
- 上宮聖徳法王帝説 注釈と研究 沖森卓也,佐藤信共著 吉川弘文館 2005.3
- 出雲国風土記 沖森卓也,佐藤信共著 山川出版社 2005.4
- 播磨国風土記 沖森卓也,佐藤信共著 山川出版社 2005.10
- 常陸国風土記 沖森卓也,佐藤信共著 山川出版社 2007.4
- 豊後国風土記・肥前国風土記 沖森卓也,佐藤信共著 山川出版社 2008.2
- 歌経標式 影印と注釈 沖森卓也,佐藤信,平沢竜介共著 おうふう 2008.12
- 古代氏文集―住吉大社神代記・古語拾遺・新撰亀相記・高橋氏文・秦氏本系帳 沖森卓也,佐藤信共著 山川出版社 2012.5
- 國學院大學創立130周年記念事業 文学部企画学術講演会・シンポジウム報告書 國學院大學文学部編 2013
- 新校古事記 沖森卓也,佐藤信共著 おうふう 2015.11
- 風土記―常陸国・出雲国・播磨国・豊後国・肥前国 沖森卓也,佐藤信共著 山川出版社 2016.1
- 藤氏家伝 現代語訳 沖森卓也,佐藤信共訳 筑摩書房 2019.8